# Fundamentalismo islâmico

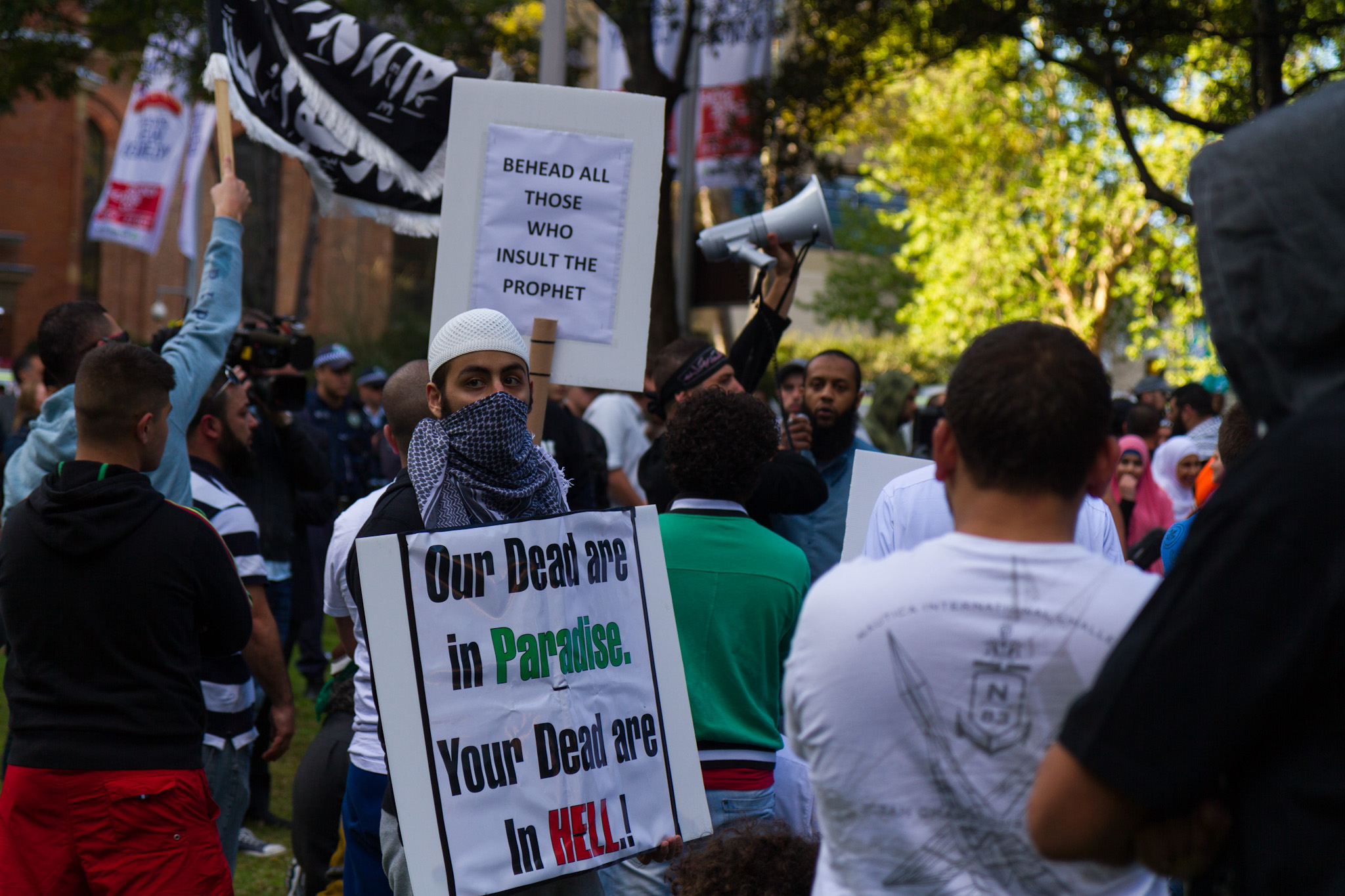
Fundamentalistas islâmicos em 2012 em Hyde Park, Sydney, na Austrália, com os cartazes "Cortem a cabeça a todos os que insultam o Profeta" e "Os nossos mortos estão no Paraíso, os vossos mortos estão no Inferno!"

Fundamentalismo islâmico é um termo utilizado para definir a ideologia política e religiosa fundamentalista que sustenta o Islão. De origem midiática, este termo define o Islã não apenas como uma religião, mas um sistema que também governa os imperativos políticos, econômicos, culturais e sociais do estado, quebrando o paradigma de estados laicos, comum nesta parte do planeta.
Um objetivo crucial do fundamentalismo islâmico é a tomada de controle do Estado de forma a implementar o sistema islamista, ou seja, que abriga e coordena todos os aspectos sociais de uma sociedade através da xaria islâmica.
No seguimento dos ataques terroristas de 11 de Setembro de 2001, ocorridos nos Estados Unidos o fundamentalismo islâmico e outros movimentos políticos inspirados por Osama bin Laden ganharam uma crescente atenção por parte dos meios de comunicação ocidentais, originando-se daí esta definição.
O termo "fundamentalista" (usuli) existe no islão há séculos[carece de fontes?], a palavra designa no sentido tradicional apenas os académicos da ilm al-usul, a ciência que se dedica ao estudo do fiqh (direito islâmico).

## Controvérsia
O termo "fundamentalismo islâmico" é muitas vezes criticado. Bernard Lewis, um importante historiador do Islã, tinha a dizer contra ele:
O uso deste termo é estabelecido e deve ser aceito, mas continua a ser infeliz e pode ser enganoso. "Fundamentalista" é um termo cristão. Parece ter entrado em uso nos primeiros anos do século passado, e denota certas igrejas  e organizações protestantes, mais particularmente aquelas que mantêm a origem divina literal e inerrância da Bíblia. Nisto eles se opõem aos teólogos liberais e modernistas, que tendem a uma visão mais crítica e histórica das Escrituras. Entre os teólogos muçulmanos não existe ainda nenhuma tal abordagem liberal ou modernista do Alcorão, e todos os muçulmanos, em sua atitude para com o texto do Alcorão, são em princípio, pelo menos, fundamentalistas. Onde os chamados fundamentalistas muçulmanos diferem de outros muçulmanos e mesmo dos fundamentalistas cristãos está em sua escolástica e seu legalismo. Eles baseiam-se não só no Alcorão, mas também nas tradições do Profeta, e no corpus da aprendizagem  teológica e jurídica transmitida.
Em 1988, a Universidade de Chicago, apoiada pela Academia de Artes e Ciências dos Estados Unidos, lançou O Projeto Fundamentalismo, dedicado a pesquisar o fundamentalismo nas principais religiões do mundo, cristianismo, islamismo, judaísmo, hinduísmo, budismo e confucionismo. E definiu o fundamentalismo como "abordagem, ou um conjunto de estratégias, pelo qual os crentes sitiados na tentativa de preservar a sua identidade distinta como um povo ou grupo... por uma recuperação seletiva de doutrinas, crenças e práticas de um passado sagrado.

## História
Os movimentos fundamentalistas islâmicos desenvolveram-se antes do século XX em reação a vários acontecimentos. Depois da Primeira Guerra Mundial, a dissolução do Império Otomano e do califado por Mustafá Kemal Atatürk (fundador da Turquia), alguns muçulmanos sentiram a sua identidade religiosa ameaçada pela influência das ideias ocidentais, como consequência do domínio económico e militar dos países ocidentais. Durante a década de 1960, a ideologia predominante no mundo árabe era o Pan-arabismo que punha menor ênfase na religião e se empenhava na criação de um estado secular socialista, inspirado mais no nacionalismo árabe que no Islão. Uma das figuras de proa desta ideologia foi o sírio Michel Aflaq, o fundador do partido Baath, que estudou na Sorbonne nos anos 30, tempos das lutas ideológicas na Europa. Ficou fascinado pelo Regime nazista, o pangermanismo de Adolf Hitler. Ele cunhou como poucos a ideologia do Pan-arabismo, que pretende a união dos países de língua árabe sob um comando único.[carece de fontes?]
Vários governos baseados no nacionalismo árabe debateram-se muitas vezes com problemas de estagnação económica e conflitos sociais. Alguns muçulmanos culpam os males das suas sociedades no influxo de ideias "estrangeiras". Um regresso aos princípios do Islão é percebido por eles como a cura natural. Um tema islâmico persistente é que os muçulmanos são perseguidos pelo ocidente e outros estrangeiros. Neste fundo geral, as ideias fundamentalistas desenvolveram-se em diferentes cenários.[carece de fontes?]
O fundamentalismo se baseia em uma interpretação literal dos vários livros sagrados e se afasta de uma interpretação mais mística. Após o surgimento e disseminação de lógica moderna, baseada no pensamento durante e depois do iluminismo (1650 - 1800) no mundo ocidental eram fundamentalistas religiosos literalmente ao interpretar os textos.

### O movimento deobandi
Na Índia, o movimento deobandi foi uma reacção às acções do Reino Unido contra muçulmanos e a influência de Syed Ahmed Khan, que era um defensor da reforma e modernização do Islão.[carece de fontes?]
O movimento recebe o nome da cidade de Deoband, onde ele surgiu, tendo sido construído à volta de escolas islâmicas (sobretudo a de Darul Uloom) e ensinava uma interpretação do Islão que encoraja a subserviência da mulher, desencorajando o uso de muitas formas de tecnologia e de entretenimento, e acreditava que apenas o conhecimento "revelado" ou inspirado por Deus deveria ser seguido.[carece de fontes?]
Apesar da filosofia deobandi ser puritana e desejar remover quaisquer influência não-muçulmana (i.e. hindu e ocidental) das sociedade muçulmanas, não foi particularmente violenta ou prosélita, confinando a sua actividade sobretudo no estabelecimento de madraças, escolas religiosas muçulmanas. Estas escolas chegam agora às dezenas de milhar por toda a Ásia, sobretudo no Paquistão e Índia, e permanecem o centro do movimento Deobandi. Elas são um dos grandes componentes do Islão na região (os seguidores de Sayed Ahmad Khan são uma minoria que no entanto é relevante dentro deste grupo). O movimento Talibã no Afeganistão é um produto da filosofia Deobandi e das madraças.[carece de fontes?]

### Sayed Abul ala Maududi
Sayed Abul Ala Maududi  ( grafias alternativasː Maudoodi, Mawdudi e Modudi ) foi uma figura importante nos princípios do século XX na Índia, e depois da Independência da Índia, no Paquistão.
Fortemente influenciado pela ideologia deobandi, ele defendia a criação de um estado islâmico que aplicasse a xaria, (a lei islâmica), como interpretada pelos conselhos xura. Mawdudi fundou a Jamaat-e-Islami em 1941 e foi o seu líder até à sua morte em 1972. O seu livro muito influente, Para melhor compreender o Islão (Risalah Diniyat em árabe), teorizava o Islão no contexto moderno e permitiu não apenas aos conservadores ulema mas também modernizadores liberais tais como Al-Faruqi, cujo livro "Islamização do Conhecimento" completava alguns dos princípios fundamentais de Maududi, entre os quais a compatibilidade básica do islão com uma visão ética científica.
Citando da própria obra de Mawdudi:[carece de fontes?]
Tudo no Universo é Muçulmano pois tudo obedece a Deus pela submissão às suas leis... Em toda a sua vida, desde o estado embriónico até à dissolução do corpo após a morte, cada tecido dos seus músculos e cada membro do seu corpo segue o curso prescrito pelas leis de Deus. A sua língua, que pela sua ignorância defenda a negação de Deus ou professe divindades múltiplas, é na sua própria natureza "Muçulmana"... Aquele que negar Deus é um cafir ("escondedor") porque ele esconde pela sua descrença o que é inerente à sua natureza e embalsamado na sua alma. Todo o seu corpo funciona em obediência a esse instinto... A realidade torna-se-lhe alienada e ele tateia na escuridão.
Inerente a esta visão está uma total intolerância por não-muçulmanos. Crentes de  outras fés só poderiam coexistir como “protegidos” - os dhimmi - com um estatuto inferior. Quanto aos apóstatas, devem  ser executados.

### A Irmandade Muçulmana
As ideias de Mawdudi influenciaram fortemente Sayyid Qutb no Egipto. Qutb foi um dos principais filósofos do movimento da Sociedade de irmãos muçulmanos (Irmandade Muçulmana), que começou no Egipto em 1928 e que foi banido (mas que continua a existir ilegalmente) após confrontações com o presidente Egípcio Gamal Abdel Nasser, que mandou executar Qutb e muitos outros. A irmandade muçulmana (fundada por Hassan al-Banna) defendia um regresso à xaria por causa daquilo que era por eles percebido como a incapacidade de os valores ocidentais assegurarem a harmonia e a felicidade dos muçulmanos.[carece de fontes?]
Partindo do pressuposto que apenas a providência divina poderia levar os humanos a serem felizes, concluiu-se que os Muçulmanos deveriam evitar a democracia e viver de acordo com a doutrina por Deus inspirada (xaria). A Irmandade foi um dos primeiros grupos a invocar a jihad contra todos aqueles que não fossem seguidores do Islão. Nas palavras de al-Banna:[carece de fontes?]
Terras muçulmanas foram atropeladas e a sua honra manchada. Adversários seus tomam conta dos seus negócios e os ritos das suas religiões deixaram de se estender apenas aos seus próprios domínios, para não falar da sua impotência em espalhar as convocações (abraçar o Islão). Deste modo, tornou-se uma obrigação individual, à qual não há escapatória, de cada Muçulmano preparar o seu equipamento, decidir-se a participar na jihad, e preparar-se para ela até que a oportunidade seja oportuna e Deus decrete uma matéria que é certo que será completada...

### Movimentos da Jihad Islâmica
Esta exortação foi seguida pela organização egípcia Jihad Islâmica Egípcia, responsável pelo assassinato de Anwar Sadat, mas com uma peculiaridade: a Jihad Islâmica focou os seus esforços em líderes "apóstatas" (seculares) de estados islâmicos, aqueles que foram seculares e introduziram ideias ocidentais às sociedades islâmicas. As suas visões ficaram patentes num panfleto escrito por "Muhammad Abd al-Salaam Farag", que disse: "...não há dúvida de que o primeiro campo de batalha para a jihad é o extermínio destes líderes infieis e a sua substituição por uma completa ordem islâmica..."[carece de fontes?]
Um outro movimento da Jihad islâmica surgiu na Palestina como um desdobramento do grupo egípcio, e iniciou actividade militar contra o Estado de Israel.[carece de fontes?]

### Uaabismo
Outro ramo influente do pensamento islamista veio do movimento uaabita na Arábia Saudita. O movimento uaabita (termo ocidental midiático) surgiu no século XVIII baseado fundamentalmente no monoteísmo do Alcorão e da suna, resgatado por Maomé ibne Abdal Uaabe. Neste resgate, levantou-se a questão que seria necessário viver de acordo com os ditames estritos do islão, que eles interpretavam como a vida de acordo com os ensinamentos do profeta Maomé e os seus seguidores durante o século VII em Medina. Consequentemente, eles opunham-se a muitas inovações desenvolvidas desde esse tempo, incluindo o minarete, orações perante a sepulturas de seus antepassados, considerando atos de idolatria, e mais tarde televisões e rádios. Maomé ibne Abdal Uaabe, também nesse resgate, considerou que aqueles muçulmanos que violam as interpretações da suna e do Alcorão são heréticos, e que estes deveriam sofrer punições.[carece de fontes?]
Quando o rei Abdul Aziz al-Saud fundou a Arábia Saudita, ele trouxe consigo os resgates que Maomé ibne Abdal Uaabe realizou para o poder. Com o crescer da proeminência Saudita, este movimento espalhou-se, em especial após a Crise do petróleo de 1973 e o consequente acréscimo da riqueza da Arábia Saudita.[carece de fontes?]
Atualmente o movimento uaabita continua sendo um dos mais fanáticos; na Somália, seus adeptos impõem sua orientação pela força, proibindo filmes, jogos de futebol, e qualquer forma de música, mesmo em telefones. No Sudão, seguindo a mesma orientação extremista, a policia prende as mulheres vestidas com calças compridas obrigando-as a pedir desculpas em público por este ato considerado por eles ofensivo.

## Fundamentalismo islâmico moderno

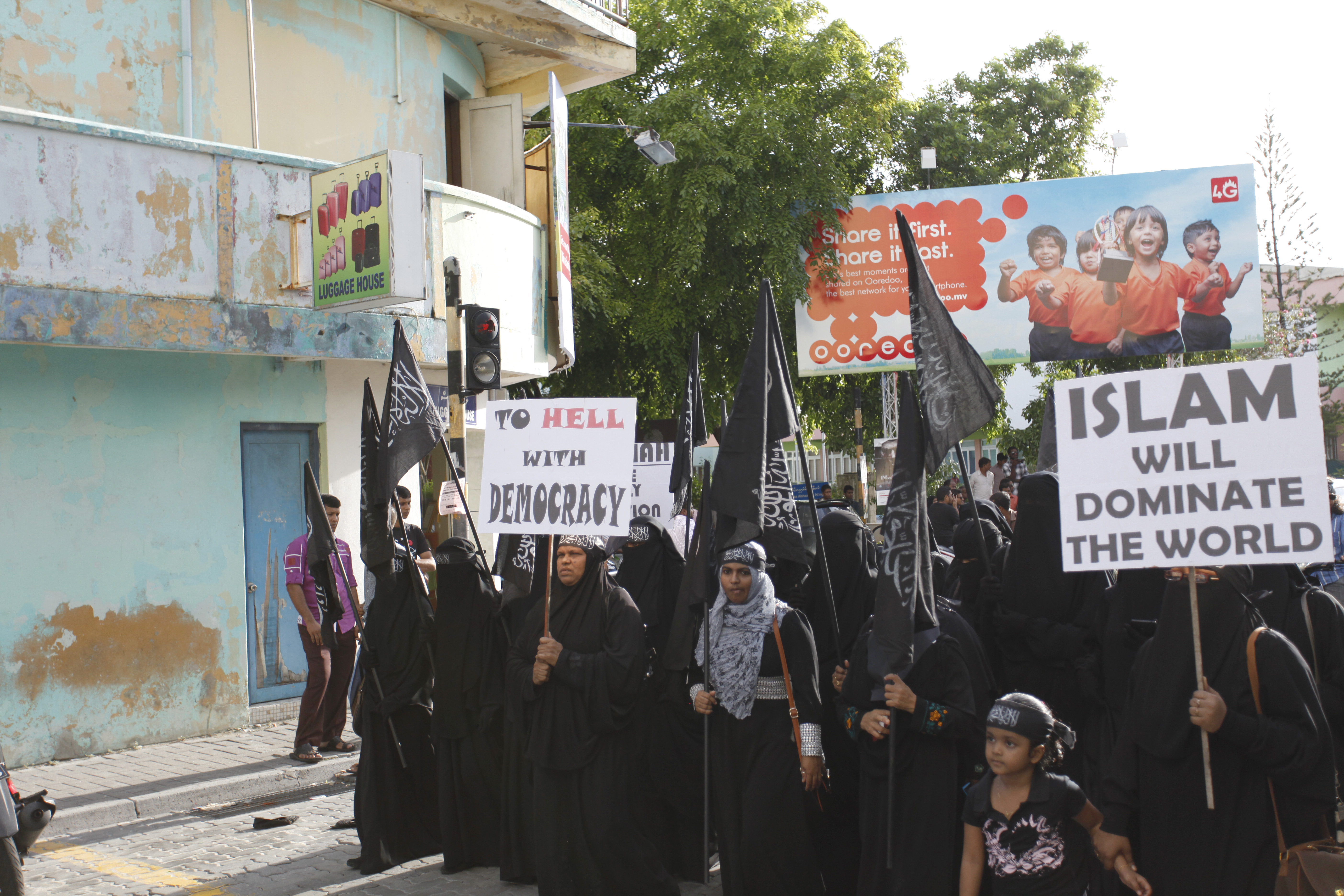
Uma manifestação pública pedindo a lei islâmica da xaria nas Maldivas em 2014

O fundamentalismo islâmico conheceu vários desenvolvimentos políticos e filosóficos na parte inicial do século XX, mas não foi até aos anos da década de 1980 que ganhou destaque na arena internacional.
A revolução do aiatolá Khomeini no Irão, apesar do seu carácter xiita, ofereceu uma inspiração a muitos radicais islamistas e serviu como um exemplo de como um estado islâmico é estabelecido.[carece de fontes?]
Durante o conflito com a União Soviética, no Afeganistão, muitos muçulmanos juntaram-se para combater aquilo que eles viam como uma força invasora ateísta. Esta confluência resultou nas muitas alianças que foram feitas entre grupos de ideologias semelhantes. Entre as ocorrências dignas de nota, Osama bin Laden, um saudita influenciado pelo uaabismo e pelos escritos de Sayed Qutb, juntou forças com a Jihad Islâmica Egípcia sob a influência de Ayman al-Zawahiri para formar aquilo que hoje se chama de Al-Qaeda.
Na sequência dessa luta contra a União Soviética surgiu o movimento Deobandi Talibã, o qual bin Laden ajudou a influenciar para tomar direções mais radicais, após a sua chegada ao Afeganistão de 1996.
Fundamentalistas islâmicos também estão activos na Argélia, nos territórios palestinianos, Sudão, Nigéria e Mali.
Muita da atividade fundamentalista islâmica tem sido dirigida contra governos de sociedades muçulmanas aos quais os fundamentalistas se opõem por eles não seguirem a xaria.
Um esforço considerável foi dirigido também ao combate de alvos ocidentais, especialmente os Estados Unidos. Os EUA em particular são um alvo da ira dos fundamentalistas islâmicos pelo seu apoio à Israel e o seu apoio a regimes aos quais os fundamentalistas se opõem. Adicionalmente, alguns fundamentalistas concentraram a sua atividade contra Israel e quase todos veem Israel com hostilidade. Osama bin Laden, pelo menos, acreditava que isto era uma necessidade devido ao conflito histórico entre muçulmanos e judeus e considerava que existia uma aliança judaico-americana contra o islão.[carece de fontes?]
Há algum debate quanto à questão de saber em que medida os movimentos fundamentalistas islâmicos permanecem influentes. Alguns acadêmicos afirmam que o fundamentalismo islâmico é o movimento de uma minoria, que está diminuindo, como se pode ver na falha clara de governos fundamentalistas islâmicos como no Sudão, o regime saudita uaabista e o Talibã, em melhorar a qualidade de vida dos muçulmanos.[carece de fontes?]
Outros (por exemplo Ahmed Rashid), no entanto, acham que os fundamentalistas ainda recebem apoio popular considerável, citando o fato de que candidatos fundamentalistas no Paquistão e Egito regularmente obtêm entre 10 e 30 por cento de sondagens eleitorais (as quais muitos acham que sejam manipuladas contra eles).[carece de fontes?]

## Movimentos fundamentalistas islâmicos
- Egito -- Gama'at Islamiya
- Líbano -- Hezbollah
- Síria e Iraque -- ISIS
- Somália -- Al-Shabaab
- Sul da Ásia -- Jamaat-e-Islami (existente na Índia, Paquistão, Bangladesh, Sri Lanka)
- Sudeste Asiático -- Jemaah Islamiyah
- Filipinas -- Moro Islamic Liberation Front
- Cisjordânia e Faixa de Gaza - Hamas, Jihad Islâmica da Palestina
- Arábia Saudita -- uaabismo